# Torre CN
A Torre CN, em Toronto.

A Torre CN, localizada em Toronto, Ontario, Canadá é uma torre turística e de comunicações que tem 553,33 metros (1 815 pés) de altura, sendo a terceira maior torre do mundo. Ultrapassou a Torre Ostankino em 1975 quando sua construção foi concluída e foi declarada a estrutura mais alta do mundo. Em 12 de setembro de 2007 após ser detentora do título por 32 anos, a Torre CN foi ultrapassada em altura pelo edifício, na época ainda em construção, Burj Khalifa. Ela é o principal cartão postal de Toronto, atraindo mais de dois milhões de visitantes anualmente.
CN se refere originalmente a Canadian National, a companhia ferroviária que construiu a torre. Privatizada em 1995, a nova administração da companhia decidiu se desfazer de qualquer propriedade que não estivesse relacionada com o setor ferroviário. Com isto, a posse da Torre CN foi transferida para a Canada Lands Company, uma companhia do governo canadense. A torre já era popularmente conhecida como CN Tower, e o governo, que queria remover o nome da empresa ferroviária da torre, mas para manter o acrônimo intacto, mudou seu nome para Canada's National Tower.

## História
O conceito de construção da Torre CN foi proposto em 1968 pela Canadian National Railway para resolver constantes problemas de comunicações que aconteciam devido à construção de prédios e arranha-céus cada vez mais altos no centro da cidade, e para mostrar a força da indústria canadense, e a da CN em particular. O plano evoluiu nos anos seguintes, até que em 1972 o projeto tornou-se oficial. A torre faria parte do Metro Centre, uma grande estação Ferroviária em construção fora da cidade. Nas equipes que participaram estavam a John Andrews Architects em associação com a WZMH Architects; Webb, Zerafa, Menkes, Housden como Arquitetos auxiliares; e a Fundação de Construção Civil e Canron (Eastern Structural Division).
Na época, Toronto era uma "cidade explosiva", no final dos anos 1960 e início dos anos 1970 tinha-se notado a construção de inúmeros grandes prédios no centro. A radiodifusão no centro da cidade ficou muito difícil, devido às reflexões fora dos edifícios. A única solução seria instalar as antenas acima dos edifícios, exigindo uma torre de 300 metros (984 pés) de altura. Além disso, naquela época a maioria das comunicações de dados ocorreu por transmissão de microondas, cujas antenas foram colocadas nos telhados de grandes edifícios. Com um novo arranha-céu construído a cada ano no centro econômico da cidade, os links de microondas já não eram possíveis. A Torre CN é destinada ao aluguel de suas antenas para transmissão de sinais, cobrindo praticamente qualquer construção na grande Toronto. A Torre CN pode ser vista de lugares tão distantes como a Gamble Street, em Richmond Hill, Ontário, a aproximadamente 30 quilômetros ao norte, e de vários pontos da costa sul do Lago Ontário, a 48 quilômetros ao sul.

### Construção

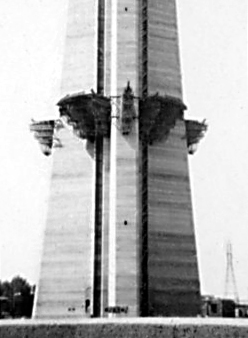
Suportes sendo levantados em agosto de 1974.

A construção da Torre CN iniciou no dia 10 de fevereiro de 1973 com massivas escavações para a fundação da base da torre. Quando foi completada, 56 000 toneladas de sujeira e terra foram removidos de 15 metros de profundidade, e a base incorporou 7 000 metros cúbicos de concreto com 450 toneladas de barras de ferro e 36 toneladas de cabos de aço construídos para uma espessura de 6,7 metros. Esta parte da construção foi bastante rápida, com apenas quatro meses necessários entre o início da construção da base até ser concluído para iniciar a construção vertical.

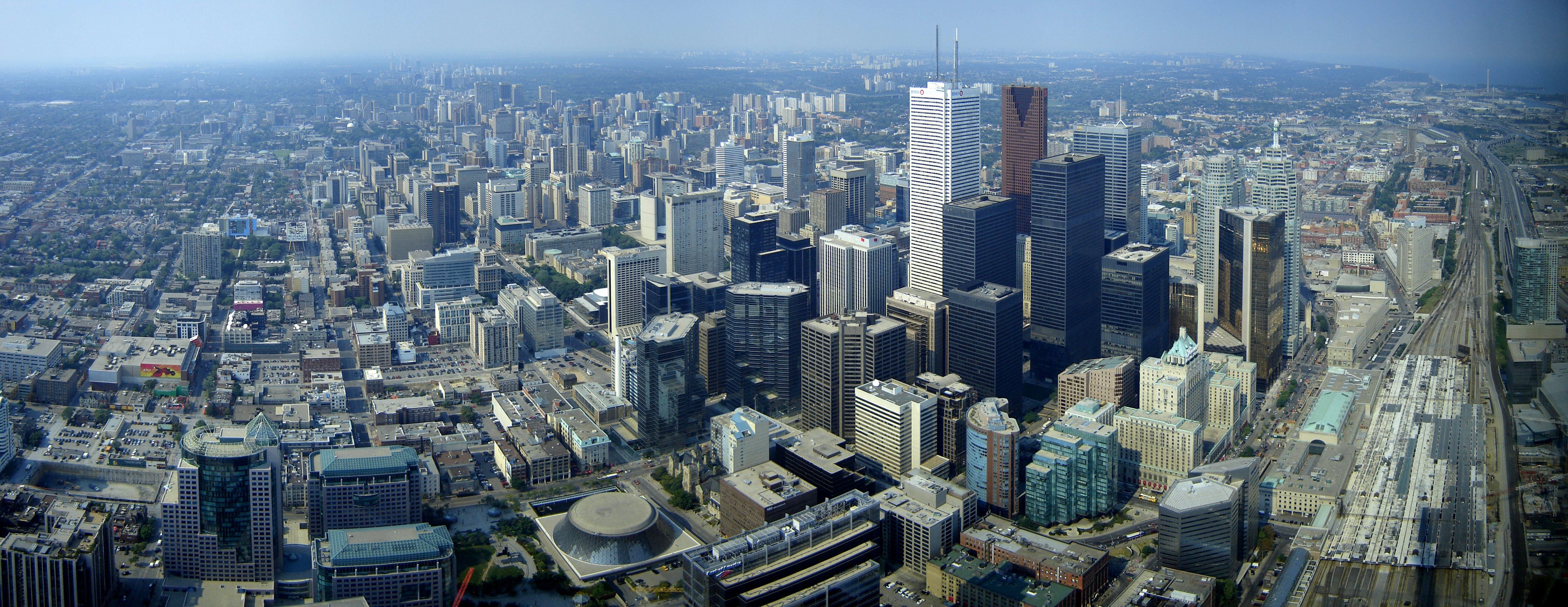
O centro de Toronto visto da Torre CN.

Foi utilizado um concreto especial de alta qualidade misturado com água, se tornando um molde maciço, sendo usado como elemento para a construção da base da torre. Enquanto o concreto ia endurecendo, a estrutura ia se elevando, a base do concreto ia diminuindo e a torre ia sendo suportada por macacos hidráulicos. Com essa técnica, a torre subia 6 metros por dia. O concreto foi derramado continuamente por uma equipe de 1 532 pessoas até 22 de fevereiro de 1974, durante o qual ela já havia se tornado a estrutura mais alta do Canadá, ultrapassando a recém-construída Inco Superstack que usou métodos semelhantes em sua realização. No total, a torre contém 40 500 metros cúbicos de concreto. Um desafio existente foram os esforços necessários para que a torre não se inclinasse, ou sofresse torção. Além de construir com alta precisão do prumo, instrumentos ópticos foram utilizados, fazendo as medidas a cada duas horas. O resultado foi uma torre com um desvio apenas de 29 mm do prumo.

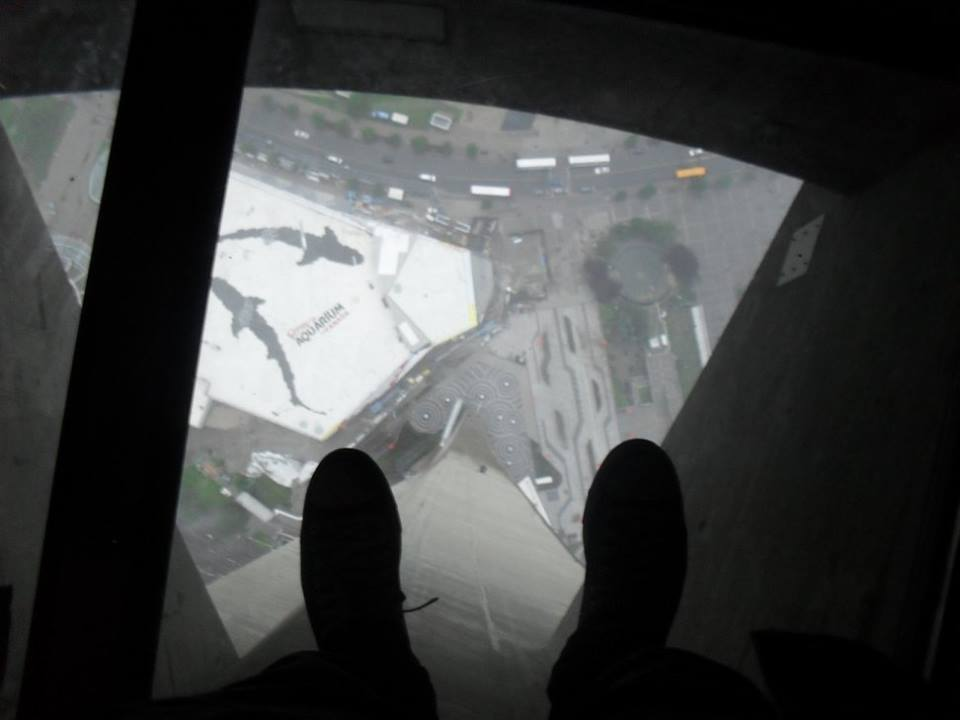
Perspectiva do piso de vidro.

Em agosto do mesmo ano, a construção do nível principal começou. Utilizando 45 macacos hidráulicos anexados a cabos strung de uma coroa temporária de aço ancorada ao topo da torre, doze gigantes braçadeiras carregadas de aço e madeira foram levantadas lentamente, levando cerca de uma semana para chegarem até a sua posição final. Esses materiais não foram utilizados apenas para criar as braçadeiras que suportaram o nível principal, mas também como uma base para a construção do próprio nível principal. O Sky Pod foi construído em concreto derramado em uma moldura de madeira e, em seguida, reforçado com uma grande compressão siderúrgica em seu exterior.
A antena foi projetada para ser levantada originalmente por um guindaste, mas durante a construção do helicóptero Sikorsky S-64 Skycrane, o exército dos Estados Unidos disponibilizou sua venda a operadores civis. O helicóptero, chamado de "Olga", foi utilizado pela primeira vez para posicionar a grua no observatório. Depois, foi utilizado para colocar as 39 seções da antena localizadas no topo, sendo que a seção mais pesada possuía 8 toneladas. O uso do helicóptero adiantou em várias semanas a construção, de seis meses para três semanas e meia. A torre foi concluída em 2 de abril de 1975, após 26 meses de construção, obtendo oficialmente o recorde de altura da Torre Ostankino em Moscou, e elevando a massa total para 118 000 toneladas.

## Uso

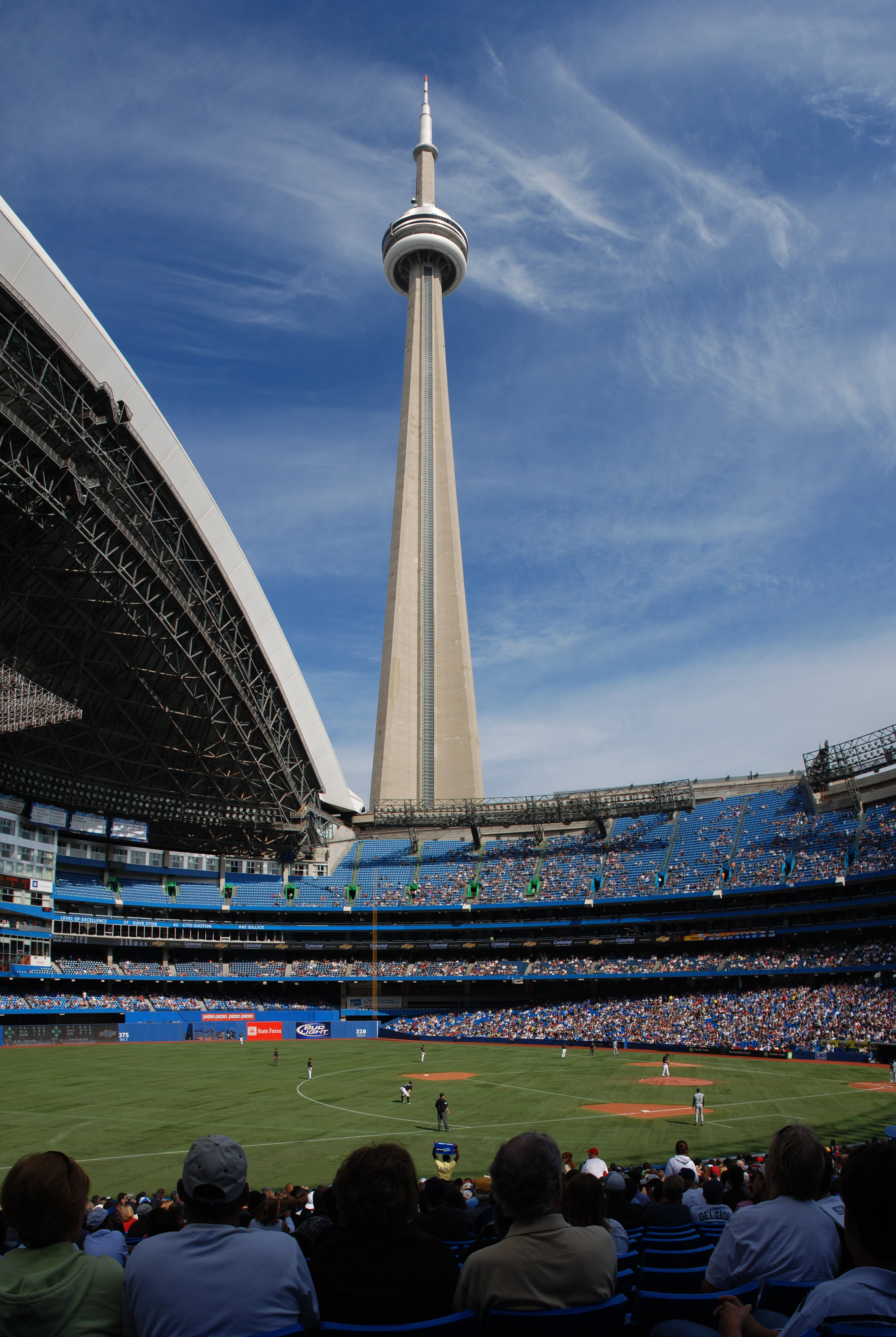
A Torre CN vista do interior do estádio Rogers Centre.

A Torre CN é e continua sendo usada como torre de comunicações para diferentes mídias, e por numerosas companhias.

### Transmissão de televisão
| Indicativo | Canal físico | Canal virtual | Afiliação             | Emissora       |
| ---------- | ------------ | ------------- | --------------------- | -------------- |
| CFTO-DT    | 8            | 9.1           | CTV                   | CTV Toronto    |
| CICA-DT    | 19           | 19.1          | TVOntario             | TVOntario      |
| CBLT-DT    | 20           | 5.1           | CBC Television        | CBC Television |
| CBLFT-DT   | 25           | 25.1          | Radio-Canada          | Radio-Canada   |
| CIII-DT    | 41           | 41.1          | Global                | Global         |
| CITY-DT    | 44           | 57.1          | Citytv                | Citytv         |
| CFMT-DT    | 47           | 47.1          | Rogers Communications | Omni.1         |

### Rádio
Não há antenas de transmissão AM na Torre CN. As antenas FM estão situadas a 421 metros de altura.
| Frequência | Indicativo | ERP (kW) | Rede                              | Nome                | Notas                                 |
| ---------- | ---------- | -------- | --------------------------------- | ------------------- | ------------------------------------- |
| 91,1 MHz   | CJRT       | 40       | Independente; Pública             | JAZZ.FM91           | Jazz                                  |
| 94,1 MHz   | CBL        | 38       | Canadian Broadcasting Corporation | CBC Music           | Não-comercial; Clássica; jazz         |
| 97,3 MHz   | CHBM       | 28,9     | Stingray Group                    | boom 97.3           | Hits clássicos                        |
| 98,1 MHz   | CHFI       | 44       | Rogers Sports & Media             | 98.1 CHFI           |                                       |
| 99,9 MHz   | CKFM       | 40       | Bell Media                        | Virgin Radio 99.9FM |                                       |
| 100,7 MHz  | CHIN       | 4        | CHIN Radio/TV International       | CHIN Radio          | Primariamente em Italiano e Português |
| 102,1 MHz  | CFNY       | 35       | Corus Entertainment               | 102.1 the Edge      |                                       |
| 104,5 MHz  | CHUM       | 40       | Bell Media                        | 104.5 CHUM FM       |                                       |
| 107,1 MHz  | CILQ       | 40       | Corus Entertainment               | Classic Rock Q 107  |                                       |

### Redes dePagereCelular
- Bell Mobility
- Rogers Wireless
- Motorola

### Comunicações
- Bell Canada
- Toronto Transit Commission
- Repetidoras amadoras de rádio "2-Tango" VHF e "4-Tango" (440/70 cm UHF) – pertencente e operada pela Sociedade de Comunicações FM de Toronto sob indicativo VE3TWR[5]

## Aparições na Mídia
- Police Academy 3: Back in Training

Centro financeiro de Toronto à noite com a Torre CN ao fundo.

- Strange Brew
- The Sentinel
- Resident Evil: Apocalypse
- Exit Wounds
- Canadian Bacon
- Highpoint (1982)
- Super Dave Osborne
- Kenny vs Spenny
- VIEWS (Álbum do artista Drake)